# Auf der Suche nach Herrn Moses
Auf der Suche nach Herrn Moses ist ein Dokumentarfilm von Tamara Wyss aus dem Jahr 1990.

## Handlung
Die Regisseurin Tamara Wyss findet ein Notizbuch von Clara Westphal, der Großmutter ihrer Großmutter. Das bringt sie auf die Idee, über Moses Mendelssohn, der wiederum der Urgroßvater von Clara ist, einen Film zu drehen. Durch die sich langsam öffnenden Grenzen zur DDR wird ihr Vorhaben erleichtert. Es ist jetzt möglich, mit dem Auto nach Ost-Berlin zu fahren und dabei auch noch zu filmen. Einer der besuchten Orte ist der jüdische Friedhof in der Großen Hamburger Straße, auf dem Moses Mendelssohn einst beerdigt wurde. Neben anderen Arbeiten wird auch sein Grabstein als Kopie erneuert, wobei der Steinmetz Carlo Wloch bis zur feierlichen Einweihung, in Anwesenheit von Kantor Estrongo Nachama und Rabbiner Ernst Stein, begleitet wird.
Es folgt ein Besuch auf dem jüdischen Friedhof in der Schönhauser Allee, wo Joseph Mendelssohn und Alexander Mendelssohn, ein Sohn und ein Enkel Moses Mendelssohns, mit ihren Ehefrauen beerdigt wurden. In den Interviews werden auch zwei Familienangehörige mit einem Familien-Foto der sieben Kinder von Clara Westphal konfrontiert, die alle getauft waren. Es ging insbesondere darum, wie es den Abgebildeten während der Nazizeit ergangen war. An der Spandauer Straße, gegenüber dem Roten Rathaus, wo sich das Wohnhaus Mendelssohns befand, wird auf die ständigen Beschränkungen der Rechte Moses Mendelssohns – die Zuzugs- und Niederlassungsrechte für Juden waren limitiert – hingewiesen. Das betraf besonders die beabsichtigte Heirat mit Fromet Gugenheim, die sich noch in Altona befand.
Aber auch 1990 musste man noch Grenzkontrollen passieren – auf dem Weg von Berlin nach Potsdam beispielsweise, den Moses Mendelssohn 1771 an einem Sabbat teilweise zu Fuß zurücklegte, um im Auftrag von Friedrich II. mit einem Staatsminister über Philosophie zu diskutieren. Es ging in dem Film auch um die Aufnahme in die Königlich-Preußische Akademie der Wissenschaften, die letztlich nicht zustande kam, obwohl sich die Akademiemitglieder für die Aufnahme von Moses Mendelssohn aussprachen. In der Westberliner Staatsbibliothek sind Erstschriften und Dokumente Mendelssohns einzusehen, die durch Hans-Günter Klein vorgestellt werden: „Phädon oder über die Unsterblichkeit der Seele“ von 1767, die Bibel-Übersetzung aus dem Hebräischen (deutsch in hebräischen Lettern), die Abhandlung „Evidenz in metaphysischen Wissenschaften“ von 1763, für die Mendelssohn den ersten Preis der Königlichen Academie vor Kant erhielt, sowie ein Geschäftsjournal von 1779–1781, das Mendelssohn als Prokurist führte.
Begleitet wird die Suche nach Moses Mendelssohn durch den Schauspieler Tayfun Bademsoy, der immer wieder aus dessen Briefen und Texten liest.

## Produktion
Als Gesprächspartner standen Carlo Wloch, Just Boedeker, Robert von Mendelssohn, Hans-Günter Klein, Kantor Estrongo Nachama und Rabbiner Ernst Stein zur Verfügung.